# Peter Christian Kämpffer
Peter Christian Kämpffer, auch Kaempffer oder Kämpfer (* 13. November 1702 in Dreveskirchen bei Wismar; † 13. Mai 1755 in Rostock) war ein deutscher Theologe, Professor der Physik und Metaphysik und Pastor.

## Leben
Peter Christian Kämpffer war ein Sohn des Dreveskirchener Pastors Johann Kämpffer († 1712) und dessen Frau Barbara Elisabeth, geb. Plessing (* 1668). Er erhielt seinen Unterricht zunächst von seinem Vater, nach dessen Tod von seinem älteren Bruder, dem Pastor Ulrich Jakob Kämpffer. Ab 1714 besuchte er die Schule in Wismar, ab 1715 in Ribnitz und ab 1717 erneut in Wismar, wo er 1720 mit dem Abitur abschloss. Im April 1720 wurde er an der Universität Rostock immatrikuliert, hier besonders beeinflusst von Karl Joachim Sibeth, Franz Albert Aepinus, Johann Joachim Weidner und Hermann Christoph Engelke. Er promovierte 1726 an der Philosophischen Fakultät zum Magister art. lib. und war dann als Privatdozent tätig. 1735 wurde er in die Philosophische Fakultät rezipiert und zum rätlichen ordentlichen Professor der Metaphysik ernannt, an Stelle des zur Theologischen Fakultät gewechselten Johann Christian Burgmann. 1738 unterzog er sich an der Theologischen Fakultät einem Examen und wurde 1739 als Diakon an der Rostocker Marienkirche eingeführt. 1749 promovierte er mit einer Dissertation zur Exegese zum Doktor theol. Kämpfer war 1740 Prokanzler und 1738/39, 1743/44, 1746/47 und 1754/55 Dekan der Philosophischen Fakultät, 1747/48 Rektor der Universität und 1749 amtierender Prorektor.
Peter Christian Kämpffer war ab dem 26. Oktober 1735 verheiratet mit Christine Charlotte Wulffradt, Tochter des Herzoglich Mecklenburgischen Hofrats in Rostock Dietrich Samuel Wulffradt (auch: Wolfrath 1672–1753) und der Anna Catharina von Baumann (1685–1748). Die gemeinsame Tochter Katharina Margarethe Charlotte Kämpfer (1738–1779) war mit dem Mathematiker Wenceslaus Johann Gustav Karsten verheiratet. Der Mineraloge Dietrich Ludwig Gustav Karsten war Kämpfers Enkel.